# Santovenia de la Valdoncina
Santovenia de la Valdoncina è un comune spagnolo di 1 706 abitanti situato nella comunità autonoma di Castiglia e León.